# Липперсдорф-Эрдмансдорф
Липперсдорф-Эрдмансдорф (нем. Lippersdorf-Erdmannsdorf) — община в Германии, в земле Тюрингия. 
Входит в состав района Заале-Хольцланд. Подчиняется управлению Хюгелланд/Телер.  Население составляет 474 человека (на 31 декабря 2010 года). Занимает площадь 9,97 км².
Коммуна подразделяется на 22 сельских округа.